# Алкимах
Алкимах (IV век до н. э.) — приближённый македонских царей Филиппа II и Александра Македонского.

Как отметил канадский учёный В. Хеккель, Алкимаха, сына Агафокла, исследователи обычно считают братом Лисимаха, хотя исторические источники на это прямо не указывают. По оценке И. Ш. Шифмана, Алкимах принадлежал к числу ближайших соратников Филиппа, а австрийский антиковед Ф. Шахермайр охарактеризовал сына Агафокла как «ловкого» знатного придворного.  
После произошедшей в 338 году до н. э. битвы при Херонее, окончившейся победой македонской армии над союзным греческим войском, Филипп II направил специальное посольство в Афины. В его состав вошли сын и наследник македонского престола Александр, приближённый и друг царя Антипатр и, по всей видимости, Алкимах. Выбор послов показывал, какое значение придавал Филипп их миссии. В Афинах Алкимаху было даровано звание проксена, о чём известно из речи Гиперида. Впоследствии, как указал немецкий историк Г. Берве, Алкимах по поручению Александра возглавил македонскую делегацию в Афины в 335/334 году до н. э. — после уничтожения Фив.
Алкимах сопровождал Александра во время Восточного похода. В 334 году до н. э., когда сам царь готовился к штурму Милета, являвшейся главной базой персидского флота, Алкимах, по свидетельству Арриана, был направлен с отрядом из нескольких тысяч воинов для свержения олигархических режимов и восстановления демократии в эолийских и ионийских городах. Также было объявлено, что  все греки могут «жить по их законам и не платить подати, которые платились варварам». Возможно, речь идёт о восстановлении положения, когда при помощи Пармениона в 336 году до н. э. полисы вошли в Коринфский союз, что было нарушено Мемноном. Б. Г. Гафуров и Д. И. Цибукидис в связи с этим отметили, что «свобода» городов Малой Азии, где зависимость от персов сменилась на македонское господство, была ещё более условной и призрачной, чем в материковой Греции. По мнению Х. Бенгтсона и Ф. Шахермайра, Александр наделил Алкимаха полномочиями губернатора или протектора со ставкой в Сардах, так как не мог назначать своих приближённых для отдельных полисов – это бы слишком напоминало  политику Ахеменидов. Л. П. Маринович и М. М. Холод предположили, что в сферу компетенции Алкимаха могло войти анатолийское побережье от Адрамиттия на севере до Эфеса  на юге: Иония с такими значительными городами как Фокея, Клазомены, Эрифры, Теос, Лебедос, Колофон, а в Элиде в первую очередь общины, находившиеся вокруг Кимы, между реками Каик и Герм, то есть подавляющее число ионийских и эолийских полисов. Возможно, впоследствии действия Алкимаха вызвали недовольство Александра, поэтому сын Агафокла напрямую больше не упоминается в источниках. Хотя, по предположению немецкого историка И. Дройзена, Алкимах мог быть направлен на триере в Афины с поручением потребовать строительства и предоставления кораблей для борьбы с персидским флотом. А Л. П. Маринович считает, что в надписи из Хиоса, датируемой обычно 332-331 годами до н. э., речь идёт о другом Алкимахе. 
Не исключено, что у Алкимаха были сыновья Лисипп, о котором известно из надписи, обнаруженной на Иосе, и Алкимах из Аполлонии. Если последнее предположение верно, то, по замечанию В. Хеккеля, Алкимах мог получить от Филиппа земельные пожалования в Аполлонии.